# EBC Eisenbahnbetriebs- und Consulting

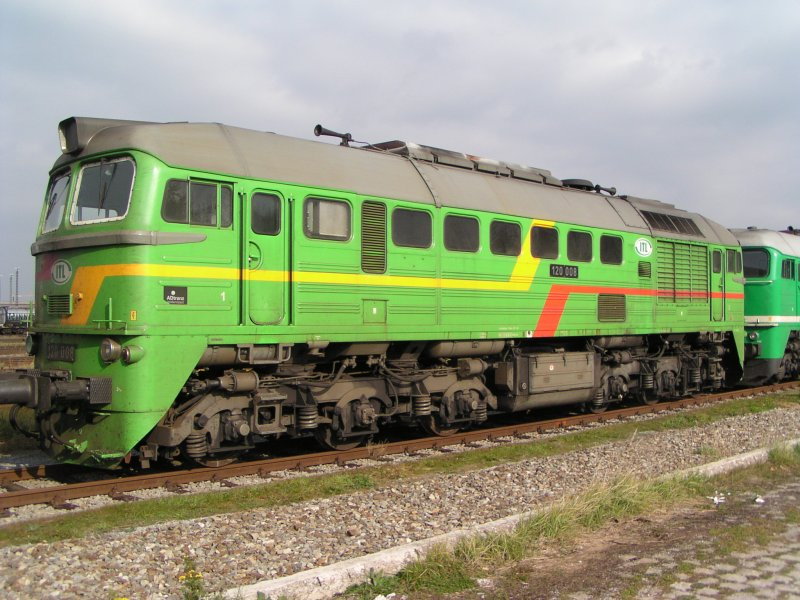
Ex-ČD 781 (V 200) im Herbst 2003 auf dem Abstellgleis im Bahnhof Mühldorf/Obb., damals eingesetzt von der privaten Eisenbahnfirma ITL aus Dresden

Die EBC Eisenbahnbetriebs- und Consulting GmbH (früher Westfälische Almetalbahn GmbH (WAB)) ist ein deutsches Eisenbahnunternehmen mit Sitz in Altenbeken, welches sich als Eisenbahnverkehrsunternehmen vor allem im Schienengüterverkehr betätigt. Sie besitzt seit 1998 die Genehmigung für den Schienenpersonen- und -güterverkehr.

## Geschichte
Die WAB bzw. deren Eigentümer hat in den vergangenen Jahren mehrere Tochter- und Schwesterunternehmen wie die Eisenbahn-Betriebs-Gesellschaft (EBG, später Klützer Kleinbahn) gegründet, die später jedoch alle in die WAB integriert wurden. Die meisten Fahrzeuge werden heute von der Deutsche Privatbahn GmbH (DP) mit Sitz in Hameln geführt, die WAB ist jedoch weiterhin Halter und Einsteller. Am 13. Dezember 2010 wurde die WAB in die EBC Eisenbahnbetriebs- und Consulting GmbH umfirmiert, die auch den Handel mit Schienenfahrzeugen als Unternehmensgegenstand verfolgt.

## Schienengüterverkehr
Die WAB führt zurzeit vor allem Zementklinkertransporte von Geseke und Paderborn nach Königs Wusterhausen, Dornburg/Saale und Kattowitz sowie Düngekalktransporte durch.
Am Morgen des 29. November 2000 entgleiste ein Holzzug der Gesellschaft im Bahnhof Haspelmoor (Bahnstrecke Augsburg–München) aufgrund mehrerer Fehler des Triebfahrzeugführers und technischer Defekte. Bereits im Oktober 2000 erklärte ein Wagenmeister im Bahnhof Simbach den Großteil der Wagen eines Holzzugs der Gesellschaft aufgrund schwerwiegender technischer Mängel für fahruntauglich.

## Eisenbahninfrastruktur
Die EBC ist auch als Eisenbahninfrastrukturunternehmen tätig. Von den vier von der Deutschen Bahn übernommenen Strecken wurden jedoch inzwischen zwei stillgelegt und eine befindet sich im Stilllegungsverfahren:
- Helmstedt–Grasleben: 2002 bis 2004 (Stilllegung beantragt, 2006 von der Lappwaldbahn GmbH gepachtet)[5]
- Paderborn – Büren (Almetalbahn): 1999 bis 2007 (abgebaut und an den Kreis Paderborn verkauft)[6][7]
- Scharzfeld – Bad Lauterberg (Odertalbahn): Stilllegung und Entwidmung 2007[8]
- Malente-Gremsmühlen–Lütjenburg: Stilllegung beantragt[9]

## Fahrzeuge

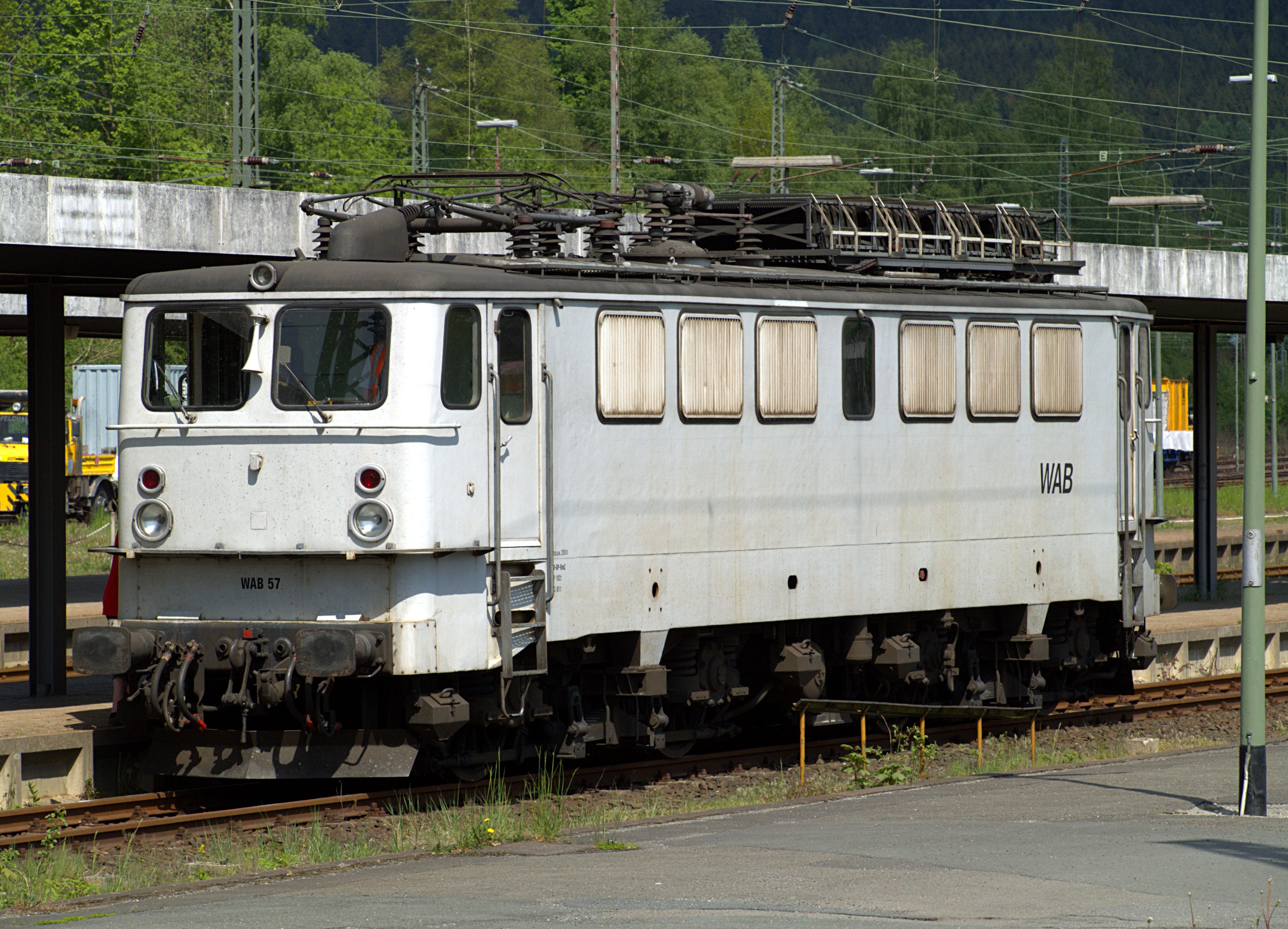
WAB 57, DR-Baureihe 242 in Altenbeken, Mai 2008

Bekannt geworden ist die WAB unter Eisenbahnfreunden durch die Übernahme von 18 E-Loks der DR-Baureihe 242 aus der Konkursmasse der Mittelthurgaubahn-Tochter Lokoop im Jahr 2003. Darüber hinaus werden vor allem Diesellokomotiven der DR-Baureihen V 60, V 180 und V 200 eingesetzt. Die meisten Lokomotiven sind jedoch inzwischen in das Eigentum der DP Deutsche Privatbahn GmbH übergegangen, bleiben aber bei der WAB eingestellt.